# Парсегян, Ара
Ара Рауль Парсегян (англ. Ara Raoul Parseghian; 21 мая 1923, Акрон, Огайо — 2 августа 2017) — американский профессиональный футболист и тренер.

## Биография
Ара Парсегян был младшим из троих детей армянина и француженки, проживавших в Акроне. Отец Ара когда-то бежал в США из Турции, пытаясь спастись от геноцида армян. Ара с ранних лет занимался спортом. Некоторое время Ара занимался баскетболом; на футбол он переключился позже. После окончания школы в 1942-м Ара поступил в университет; позже, однако, он решил пойти на флот. Во время военной подготовки Ара продолжал заниматься спортом под началом довольно известного тренера Пола Брауна и добился немалых успехов. Наблюдая за Брауном, Ара многому научился — и это позже пригодился ему в тренерской деятельности. Отслужив, Ара продолжил учёбу в университете Майами. Успешно выступая за университетскую команду, он укрепил свою репутацию; позже на него обратили внимание 'Кливленд Браунс' из Общеамериканской Футбольной Конференции и 'Питтсбург Стилерз' из Национальной Футбольной Лиги. Первую команду тренировал все тот же Браун, так что выбор был очевиден. Покинув университет, Ара подписал контракт. На протяжении целого сезона он показывал сравнительно неплохие результаты, но преуспеть как следует на данном поприще ему было не суждено — серьёзная травма поставила крест на его спортивной карьере. Он решил стать тренером.

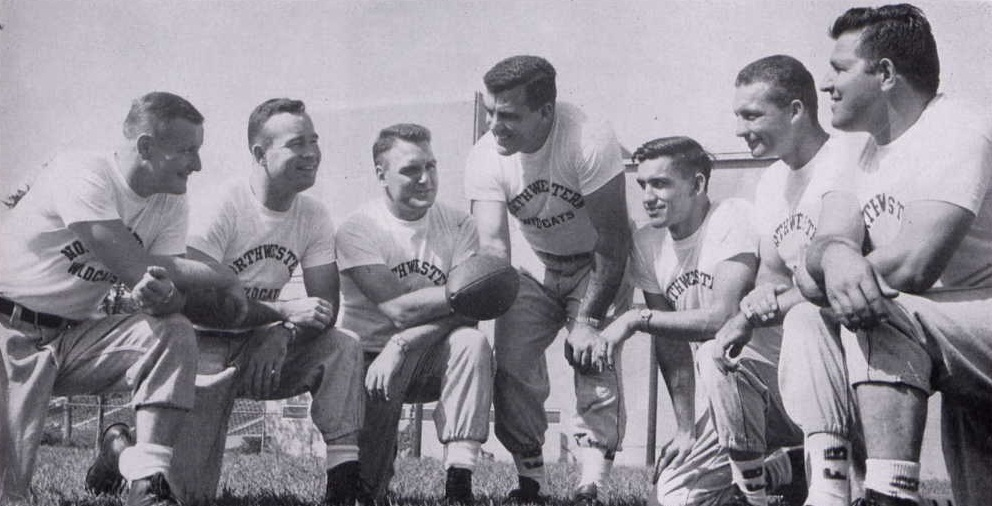
Ара Парсегян в центре 1956 год

Начинал Ара с работы в университете Майами, своей бывшей альма-матер. Сменив на посту тренера Вуди Хейеса, Ара быстро добился того, что его команда отлично показала себя в 1950-м и 1951-м, продемонстрировав впечатляющие результаты на уровне Среднеамериканской Конференции. В конце 1955-го Ара наняли тренировать команду Северо-западного университета в Эванстоне. Новую свою команду Ара застал в подвешенном состоянии; после ухода предыдущего тренера результаты местных спортсменов скатились до рекордно низкого значения. Аре почти сразу удалось переломить тенденцию; в 1956-м, к примеру, команда показал итоговый результат 4-4-1. Следующий сезон выдался менее удачным — все 9 матчей подопечные Ара проиграли, хотя в ряде случаев победа была довольно близка, да и в целом уровень их игры заметно возрос. Отыгрался Ара в 1958-м — его команда закончила сезон с результатом в 5-4. Сезон 1959 также оказался крайне удачным, а вот в дальнейшем удачи перемежались неудачами. В целом, впрочем, команда показывала высокий уровень. Проблемы университета с финансами и довольно жесткие академические требования к спортсменам вкупе с пессимизмом руководства, крайне негативно оценивавшего результаты Ары, в конечном итоге вынудили Ара уйти. Новый приют Ара нашёл в католическом университете Нотр-Дама.
Когда-то крайне успешная, на момент прибытия Ары Парсегяна команда университета Нотр-Дама переживала откровенно тяжёлые времена. Ара сумел переломить ситуацию буквально в первом же сезоне, наведя в команде порядок и серьёзно подняв моральный дух игроков. Начала сезон команда с блестящей победы над довольно сильной командой Виконсина. До самого конца сезона игроки из Нотр-Дама оставались непобедимыми, и лишь сборная USC сумела одержать над ними вверх; слетев с первой строчки рейтингов национальных опросов, команда Ара все же выиграла премию Макартура. В 1966-м команда под началом Ары впервые за долгое время одержала блестящую победу на национальном чемпионате. Следующие сезоны также вышли довольно успешными, однако до конца декады чемпионский титул от игроков Нотр-Дама ускользал. Второй раз чемпионами подопечные Ары стали лишь в 1973, проведя абсолютно идеальный сезон. Следующий год вышел категорически неудачным. 6 игроков команды были обвинены в изнасиловании и на год отстранены; ещё несколько игроков выбыли из-за травм. В середине сезона он решил тренерский пост оставить. Некоторое время Ара работал обозревателем. В период с 1975 по 1981 он трудился на 'ABC Sports', в 1982-м же перебрался на 'CBS Sports'. В 2007 Ара стал почётным тренером на одной из весенних игр университета Нотр-Дам; в этом же году благодарный университет открыл изготовленную в честь Ары статую.
В 1980 году Ара Парсегян введён в Зал славы американского футбола.
Парсегян умер 2 августа 2017 года в возрасте 94 лет в своём доме в Грейнджере, Индиана.

## Семья
Ара Парсегян был женат на Кетлин Дэвис. От этого брака у пары родились трое детей Майкл, Каран и Синди.